# Cisterciënzenklooster van Leubus
Het Cisterciënzenklooster van Leubus  (Pools:Opactwo Cysterskie w Lubiążu) (Latijn: Abbatia Lubensis) en veel bekender onder zijn Duitse naam: Kloster Leubus in de gelijknamige plaats en is gelegen in Silezië en het grootste en oudste klooster van deze regio. Het klooster ligt op 54 km van de Silezische hoofdstad Wrocław / Breslau aan de rivier de Oder, in de gelijknamige laagvlakte. Deze abdij werd gesticht als dochterabdij van de Cisterciënzenabdij van Pforta in de omgeving van de stad Naumburg (Saale), waarvan de moederabdij de Franse Abdij van Morimond in het toenmalige graafschap Champagne was. Klooster Leubus stichtte zelf meerdere dochterabdijen in Koejavië, Klein-Polen en Silezië, waaronder het Cisterciënzenklooster van Kamenz, de Mogiła-abdij in Nowa Huta bij Krakau en indirect de Abdij van Grüssau. Het klooster is een van de grootste in zijn soort door de 223 meter lange hoofdgevel van het Klooster Leubus, langer dan die van de het Paleis/Klooster Escorial met een lengte van 207 meter, in de omgeving van het Spaanse Madrid. Tegenwoordig bevinden zich in het gebouwencomplex, een museum en een bezinningscentrum.

## Geschiedenis
Het Cisterciënzenklooster werd formeel gesticht, via een charter uit 1175, door de Piastische hertog van Silezië-Breslau Bołeslaw I de Lange. Echter waren er in 1163 al monniken van de cisterciënzerabdij van Sint-Maria aan bij de poort uit de omgeving van Naumburg in Leubus aangekomen en stichtten de nieuwe abdij op de toen dichtbeboste oever van de Oder, waar ze al begonnen waren met het omkappen van bomen. Leubus ontwikkelde zich tot de belangrijkste abdij van Silezië en speelde een belangrijke rol bij de migratie naar en bevolken van en de ontwikkeling van het land. Vanaf hier werden vanaf 1220 nog zeven kloosters in Polen gesticht. 
In 1432 werd de abdij door hussieten vernield en drie broeders (Johannes Cossek, Petrus Bogener en Stefanus) en een knecht van de abdij werden gedood door de hussieten. Zij worden door de katholieke kerk vereerd als de Martelaren van Leubus. In de Dertigjarige Oorlog werden de abdij en haar goederen opnieuw verwoest, onder de bezielende leiding van abt Arnold Freiberger werd het klooster hebouwd. Het huidige grotendeels in Barokstijl, gebouwde klooster werd gebouwd tussen 1681 en 1720. De Kloosterkerk stamt echter uit de Gotiek. De abdij werd in 1810 afgeschaft en geseculariseerd.

## Gebouwen
In het klooster zijn veel schilderijen van de kunstenaar Michael Willmann te vinden. Willmann wordt ook wel de Silezische Rembrandt van Rijn genoemd. In de crypte van het kloostercomplex bevinden zich 98 gemummificeerde lichamen van Silezische hertogen/hertoginnen, die over het gebied heersten tussen 1138 en 1681.

## Afbeeldingen

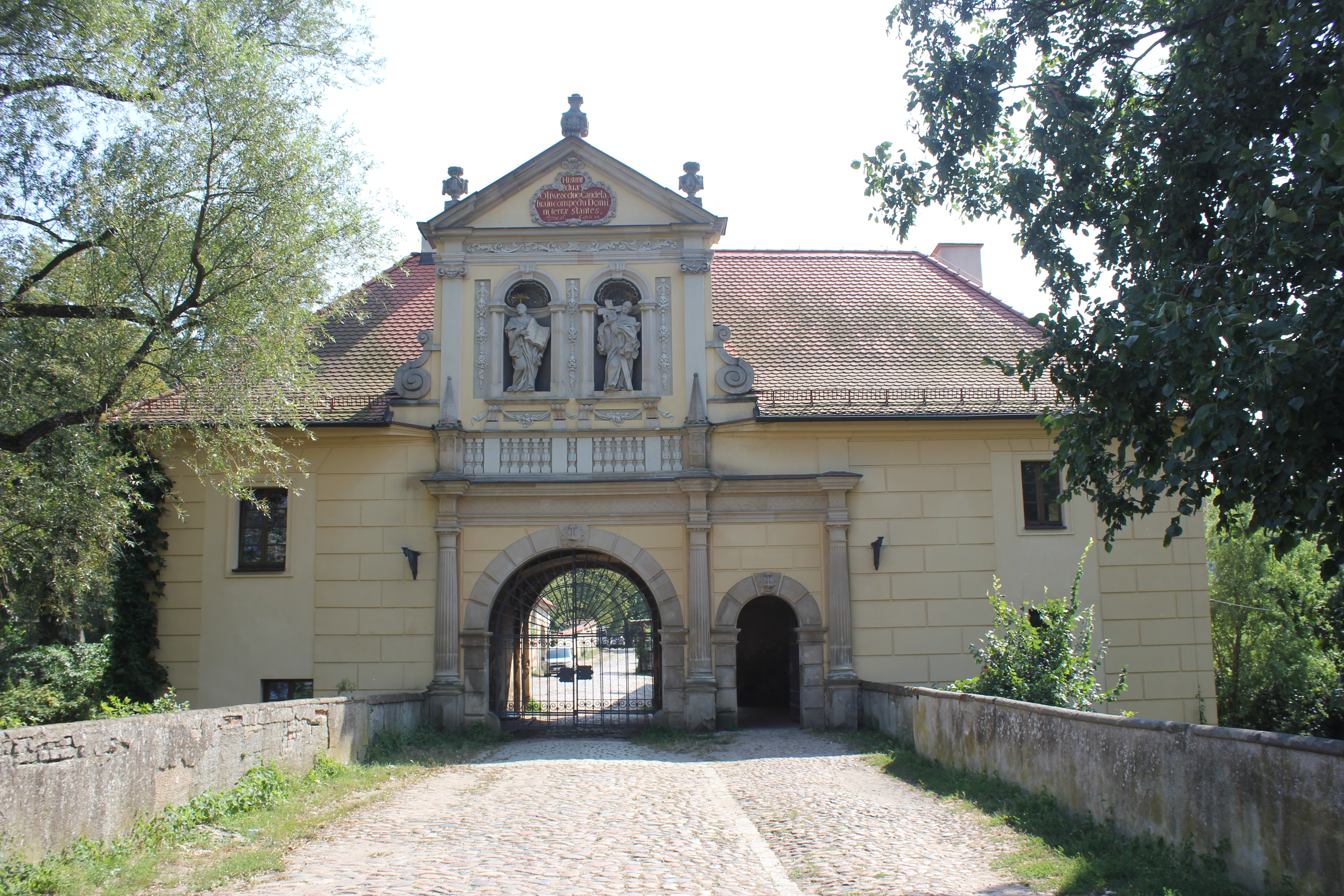
Het poortgebouw van het klooster, gerestaureerd in 2012
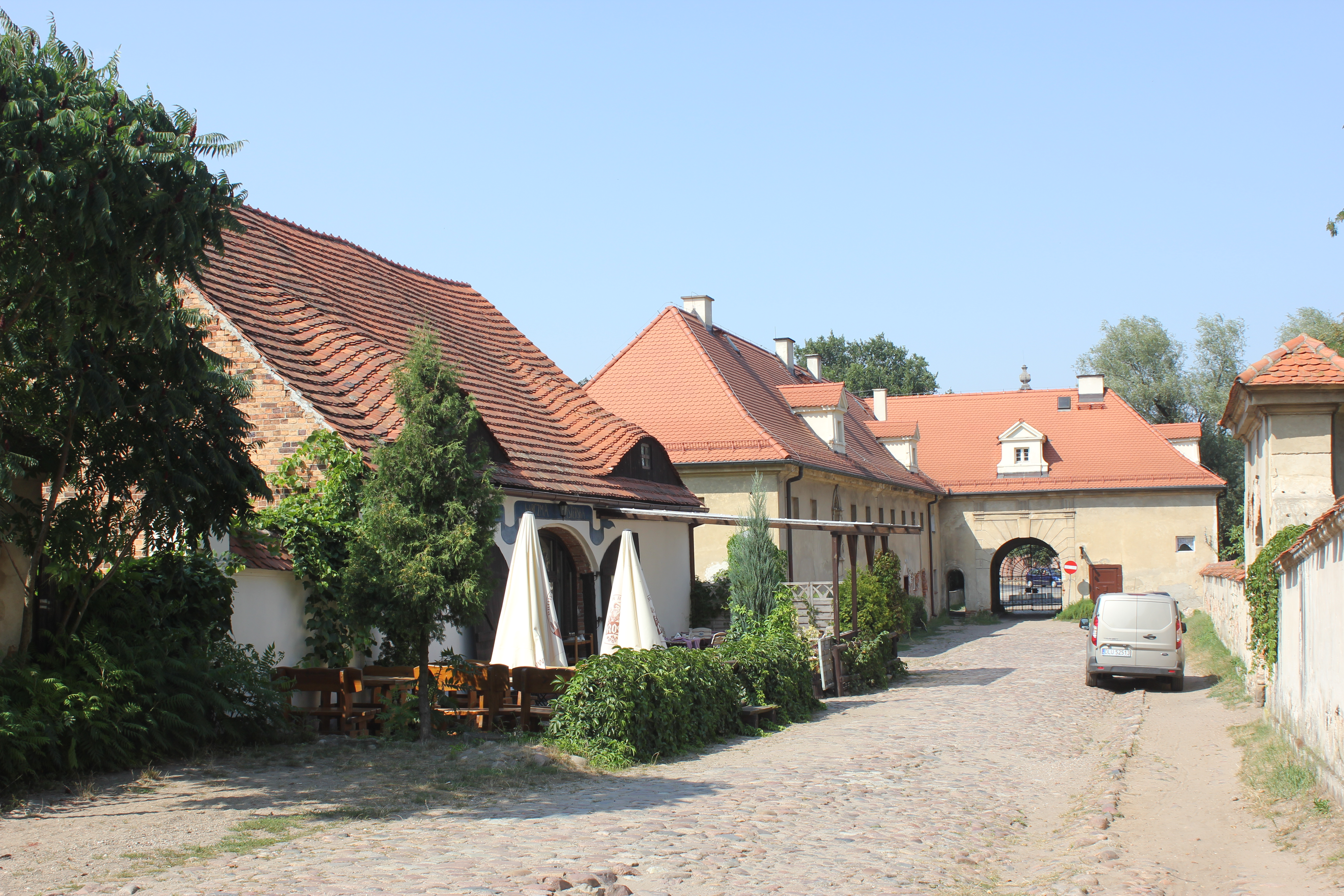
De achterzijde van het poortgebouw en enkele bijgebouwen
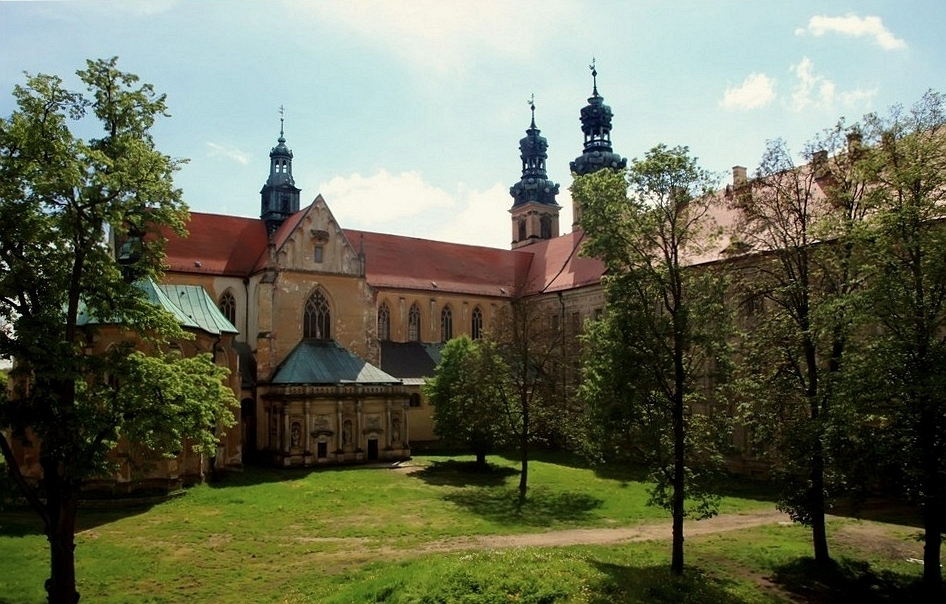
Het kerkgebouw en een deel van de binnentuinen van het klooster
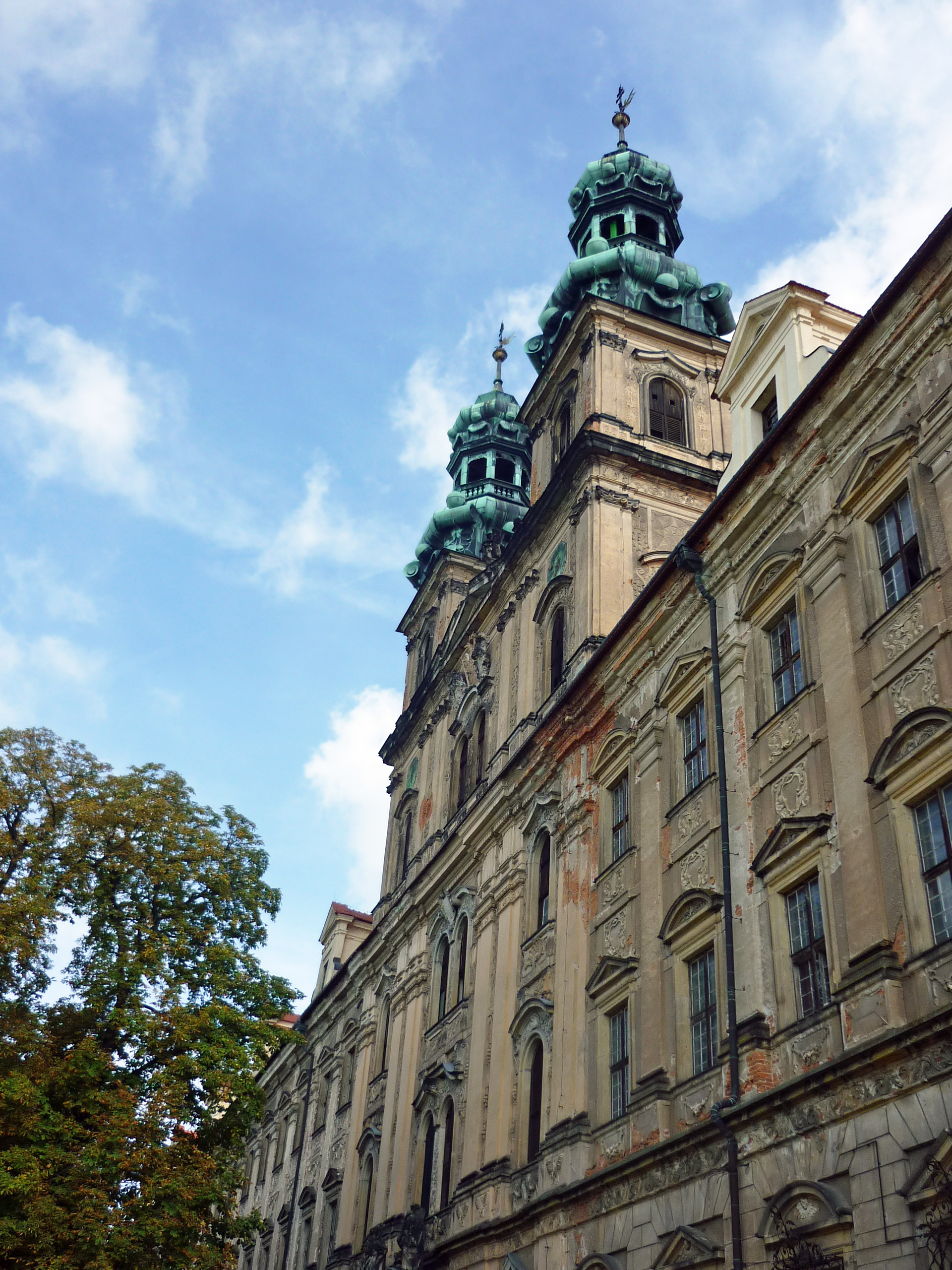
De voorzijde van de kloosterkerk
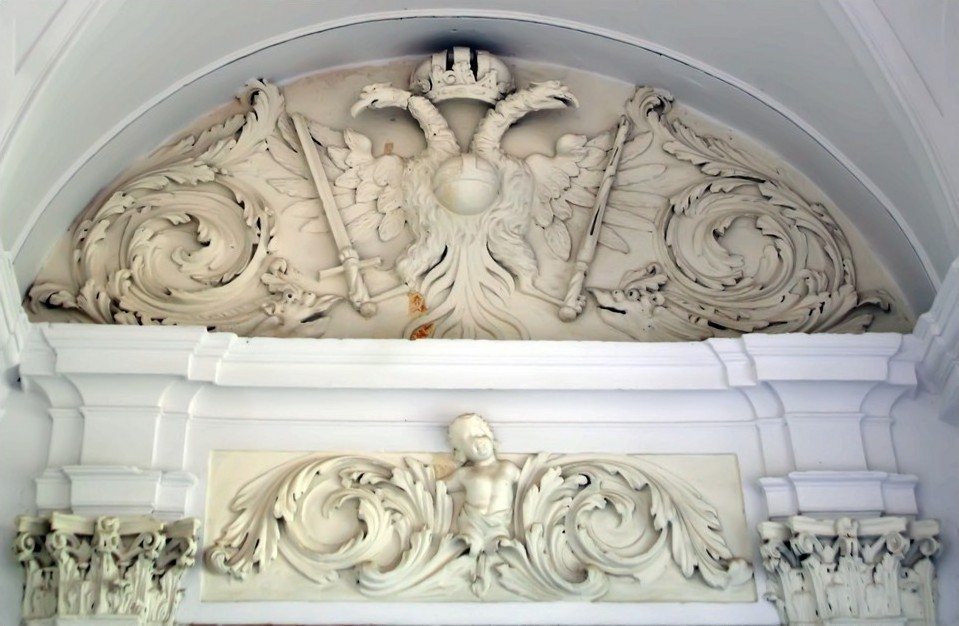
Detail van afbeelding met de rijksadelaar van het Heilige Roomse Rijk der Duitse Natie
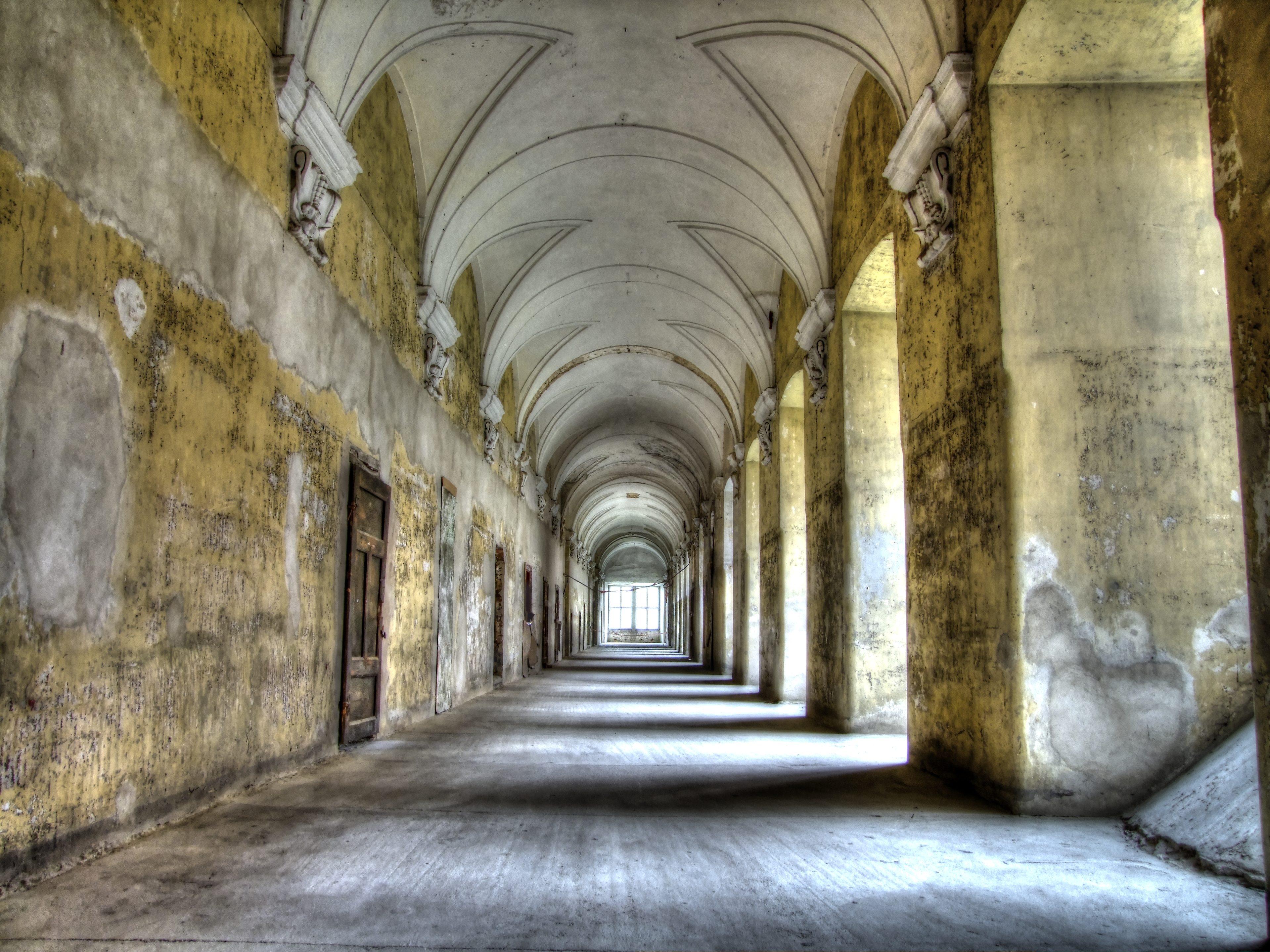
Een kloostergang, binnen het gebouwencomplex
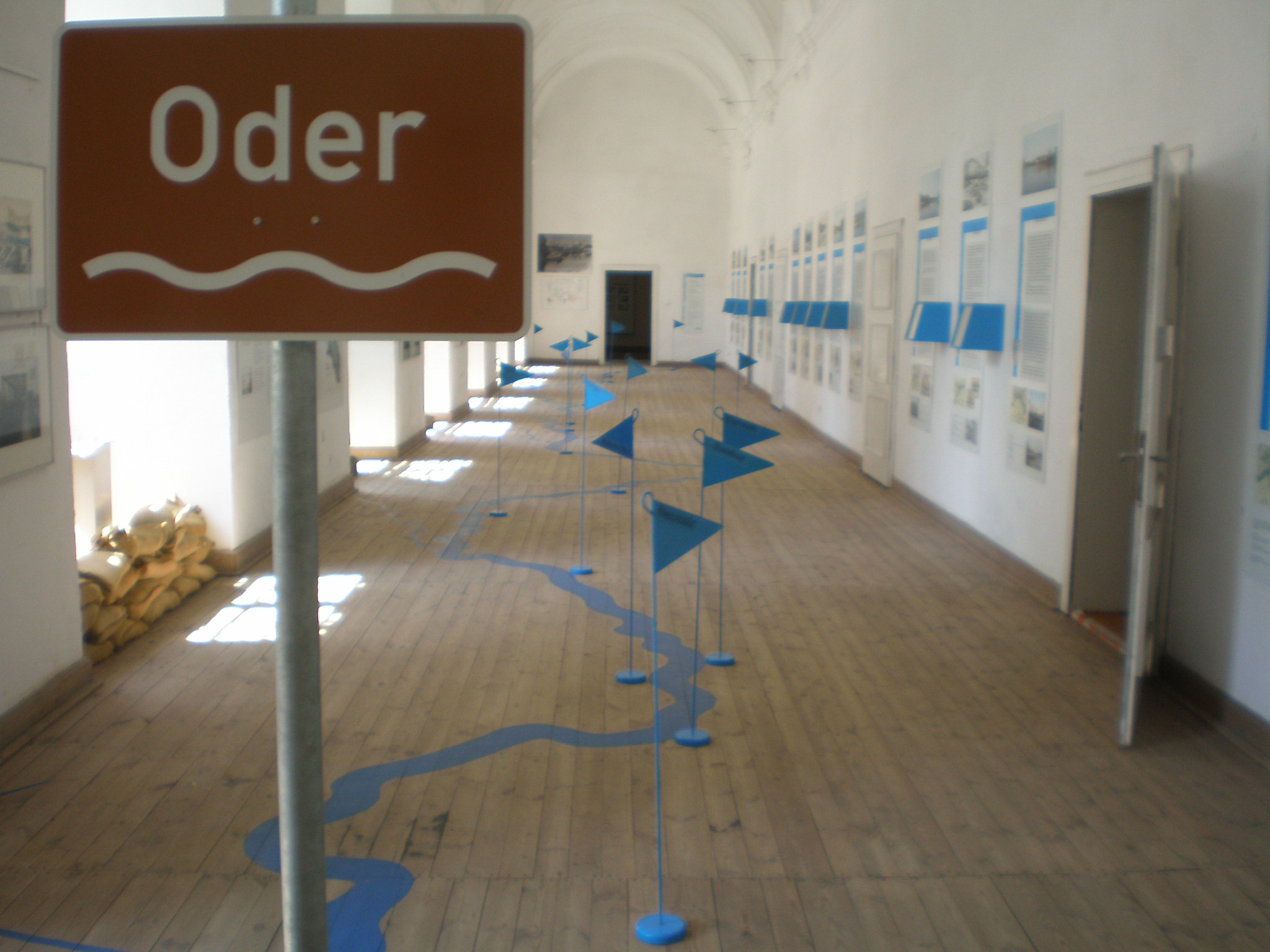
Deel van de collectie van het museum, in het paleisgedeelte van het klooster
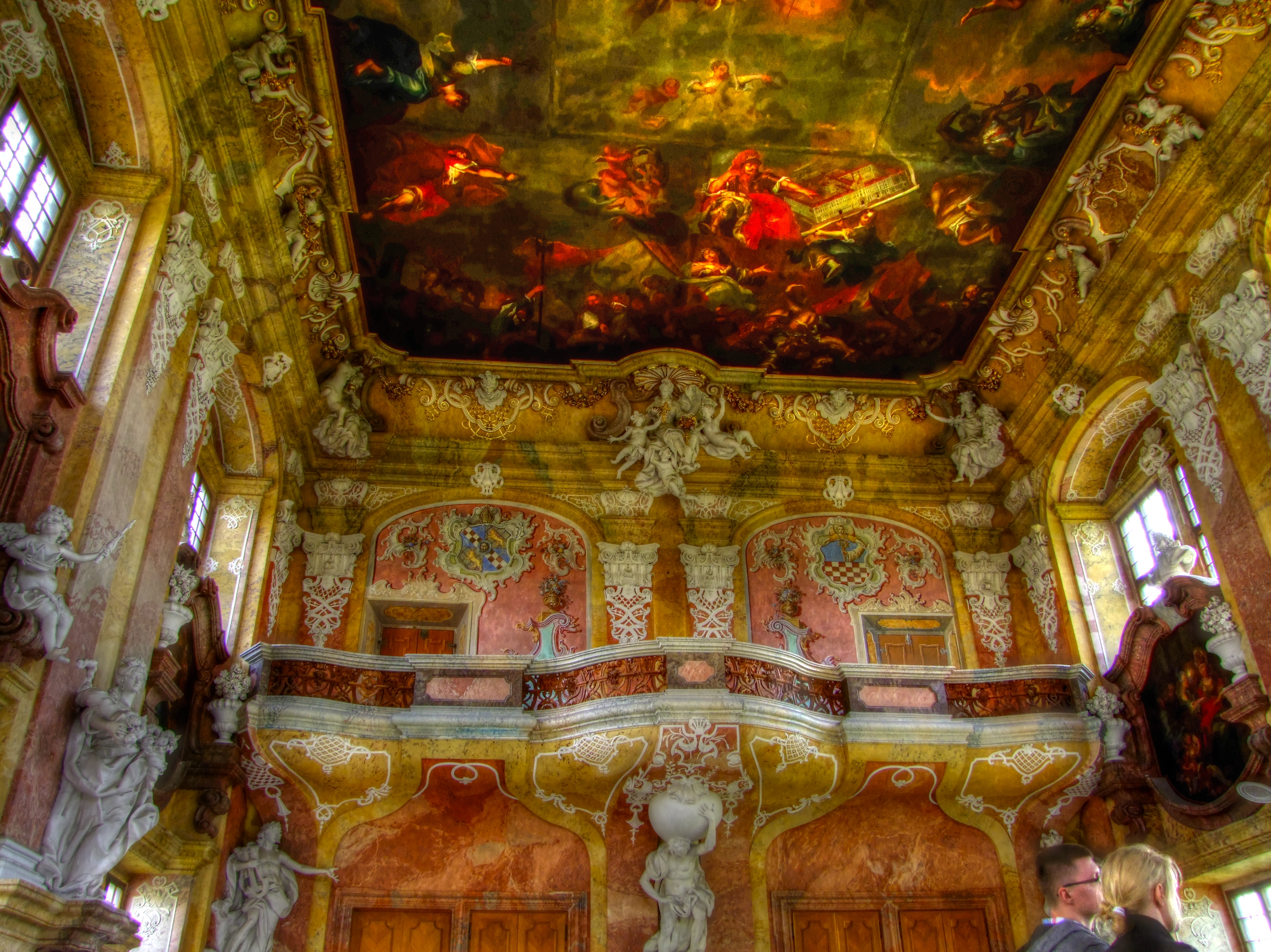
De vorstenzaal
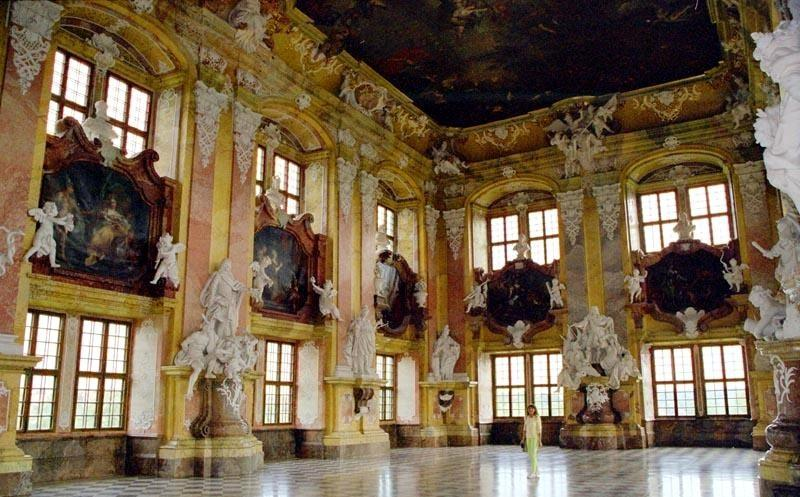
De vensterzijde van de vorstenzaal
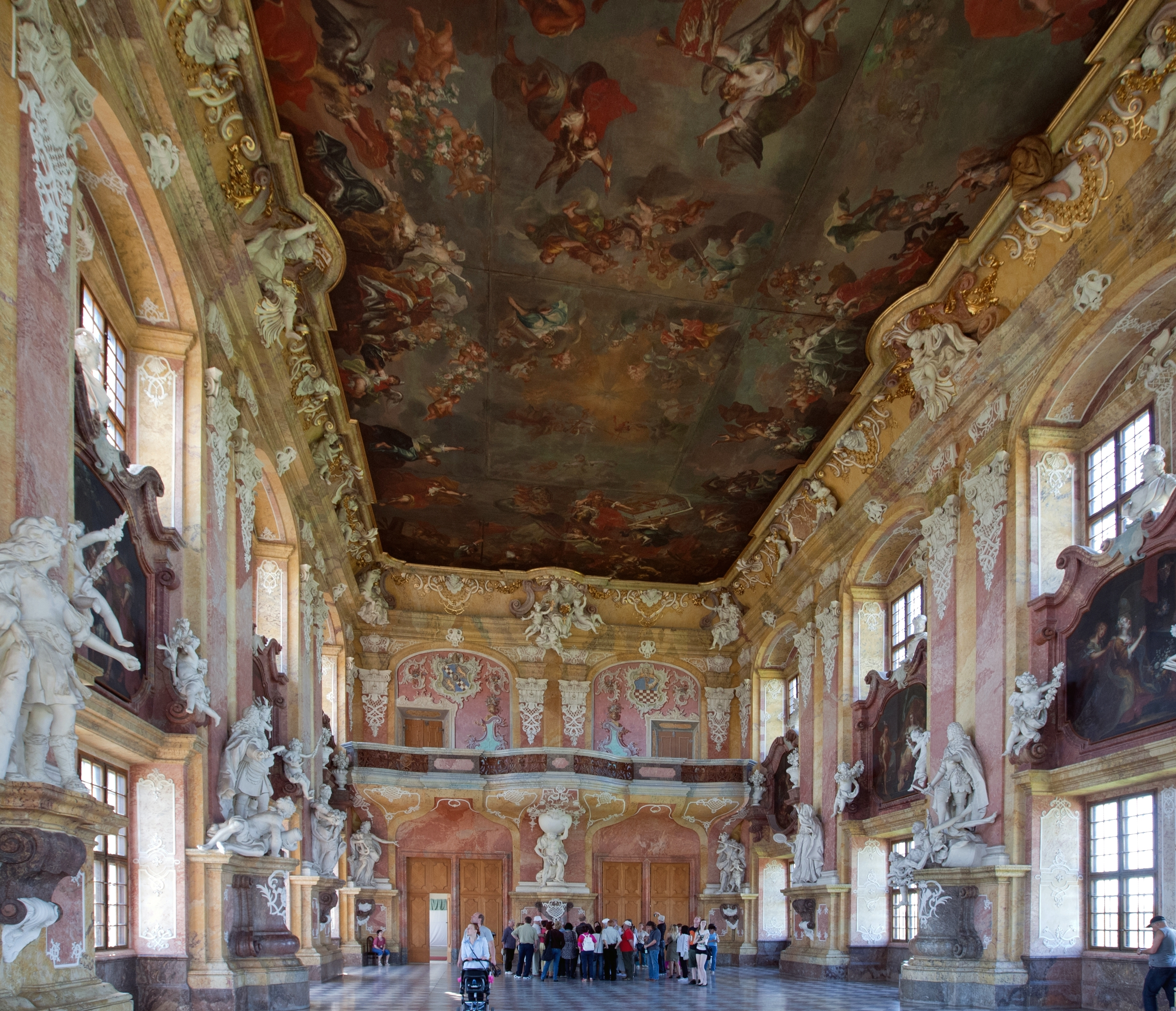
De kloosterzijde van de vorstenzaal
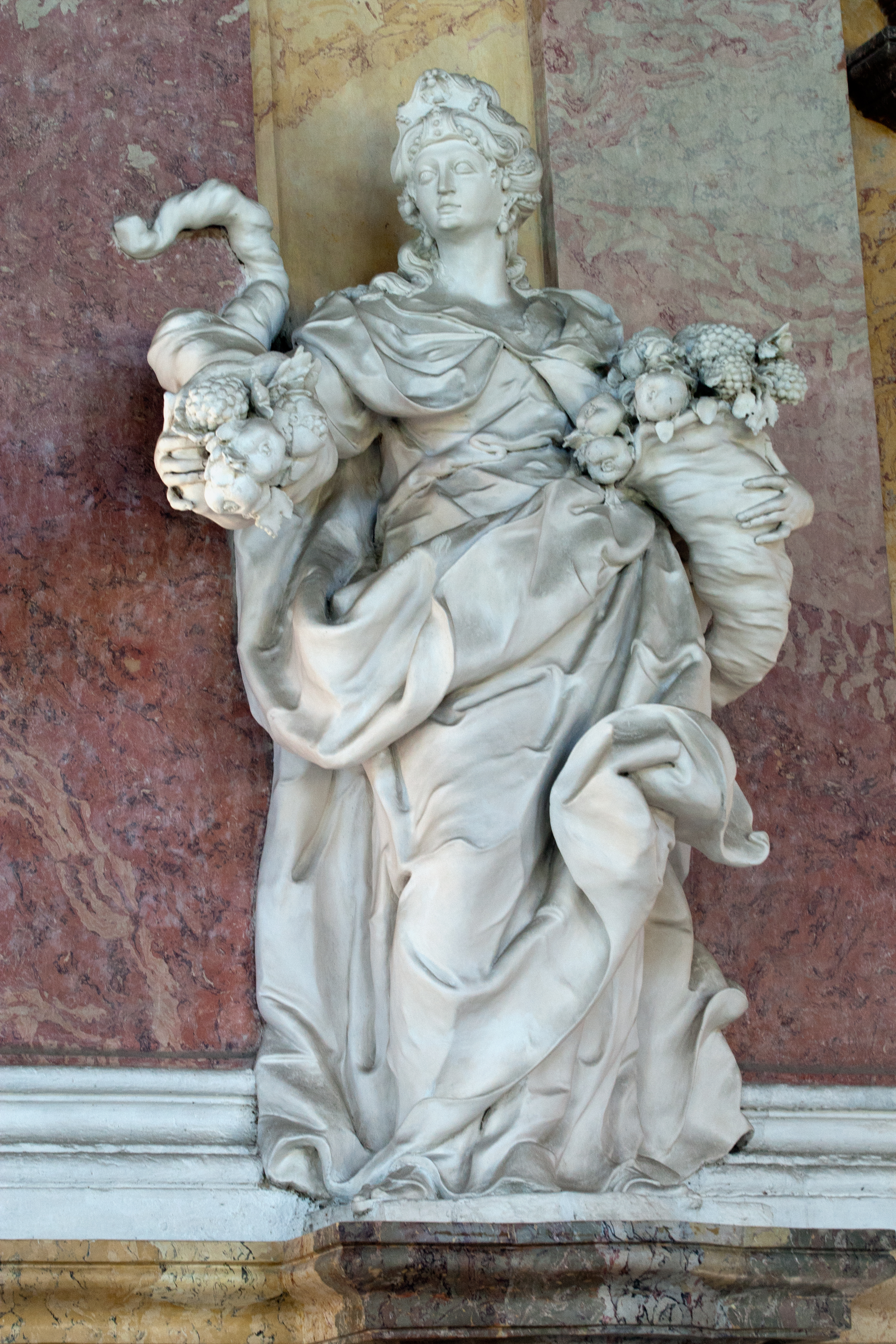
Detail van een beeldhouwwerk in de vorstenzaal
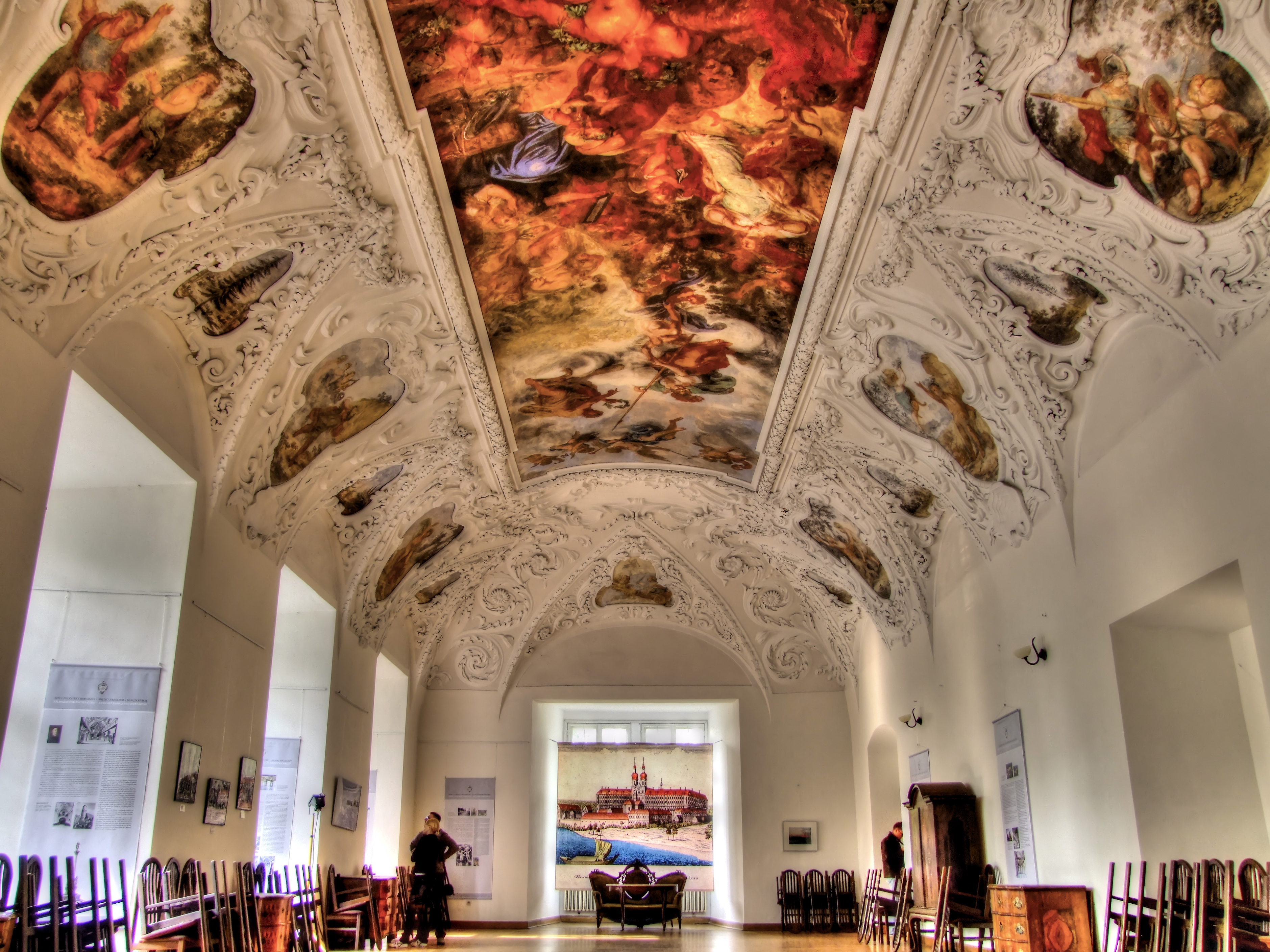
De zomerrefter van het kloostercomplex
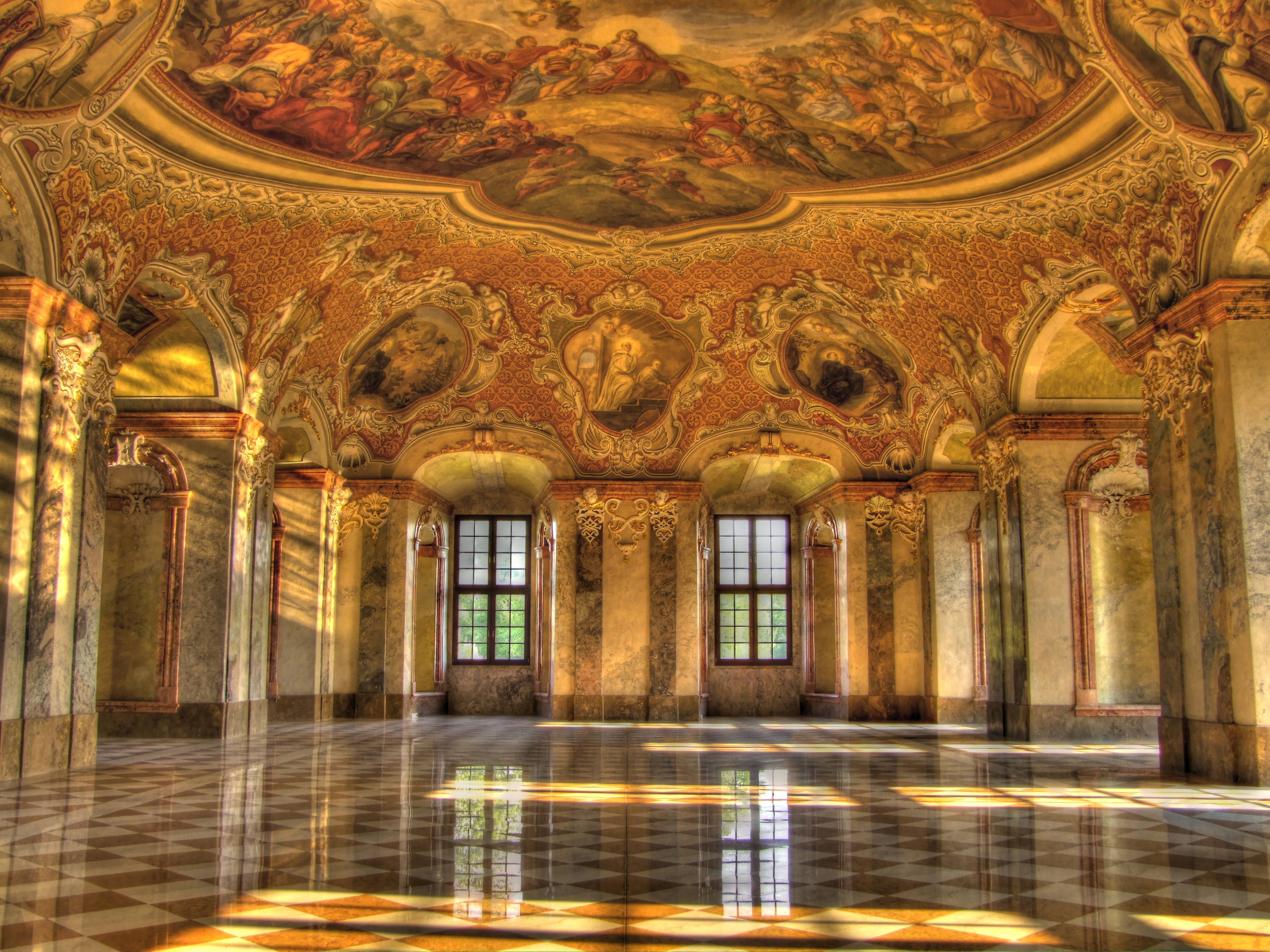
De winterrefter van het kloostercomplex
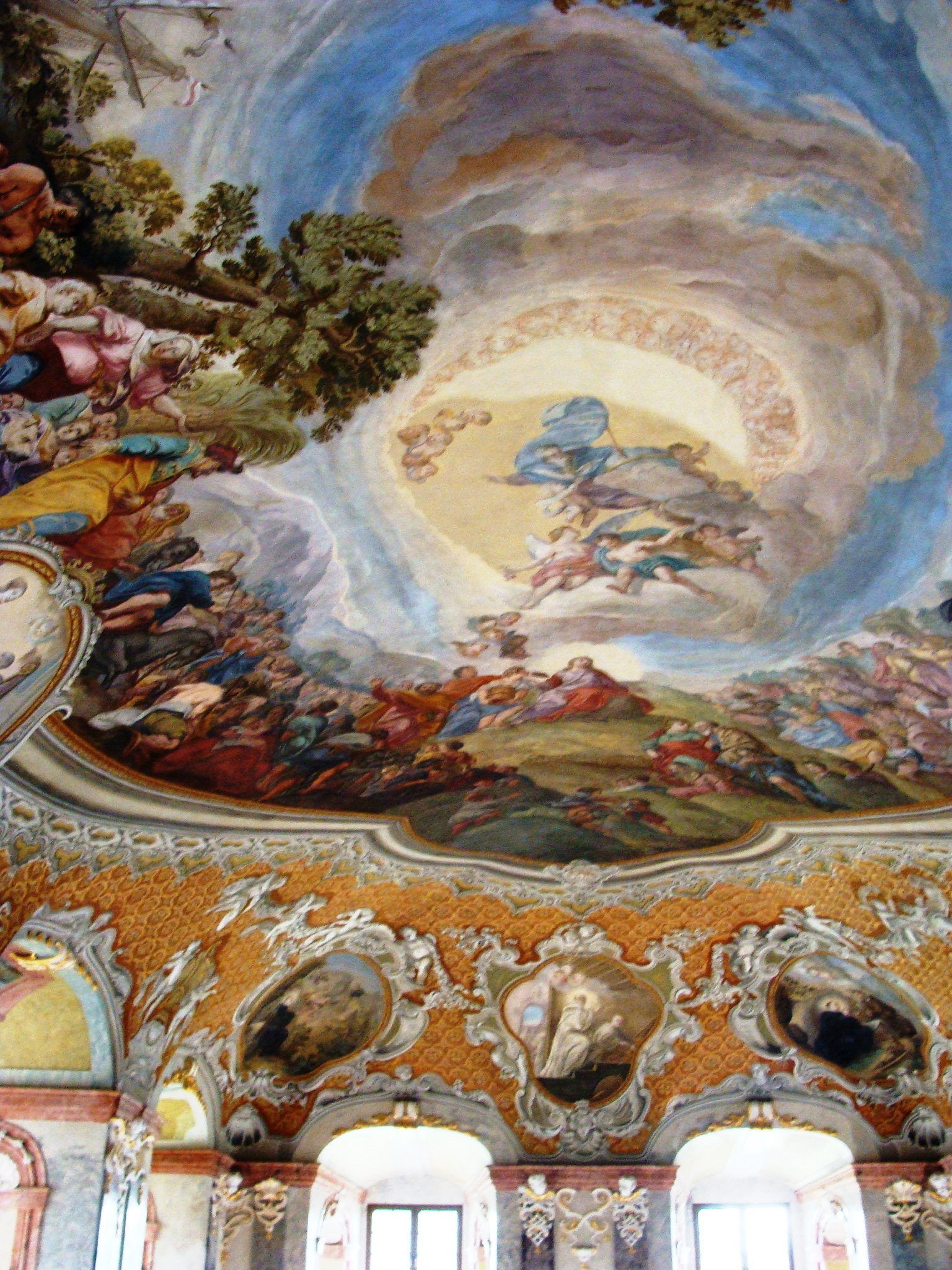
Het plafond van de winterrefter
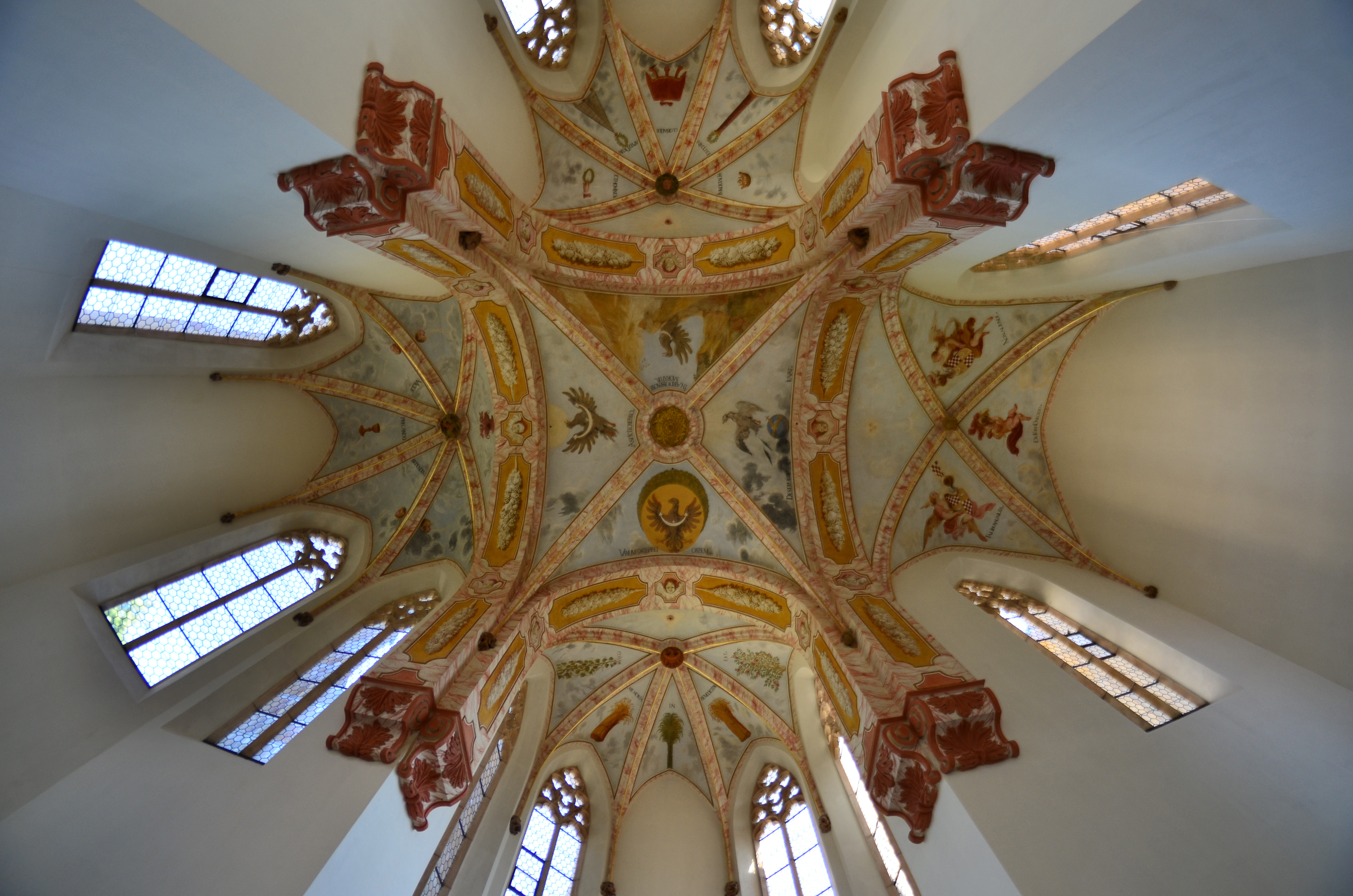
De vorstenkapel in het kloostercomplex
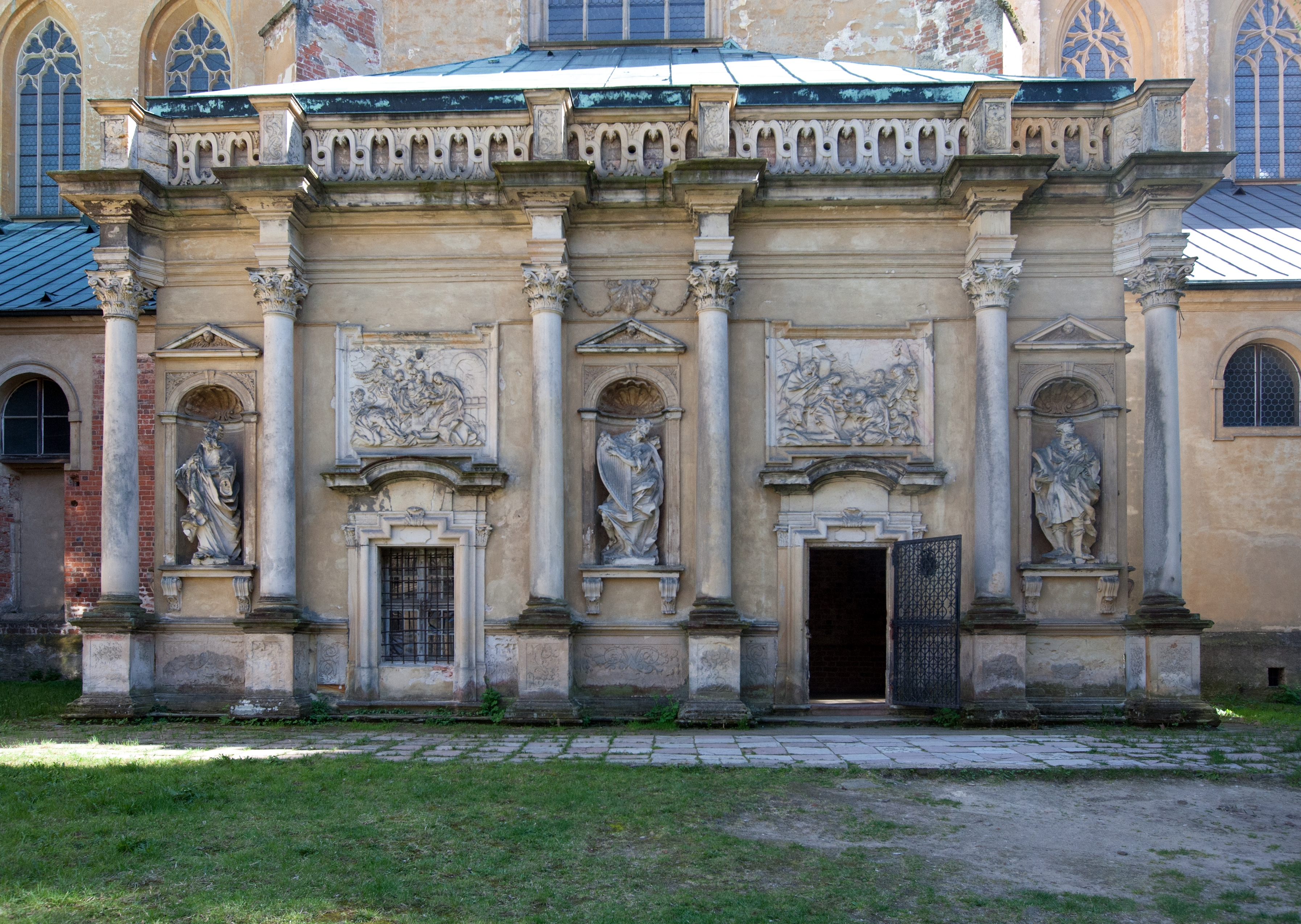
De Lorettokapel
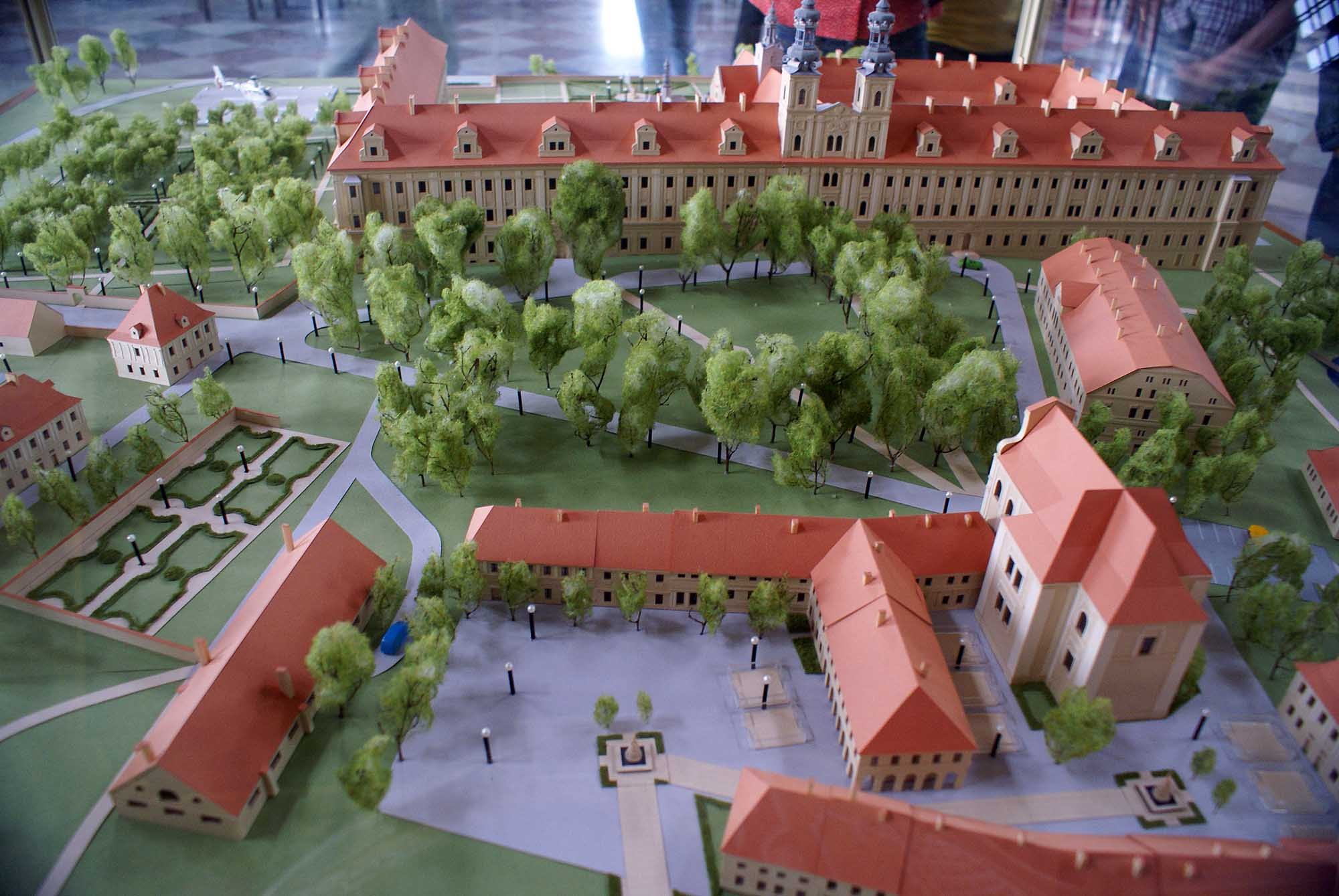
Maquette van het historische klooster
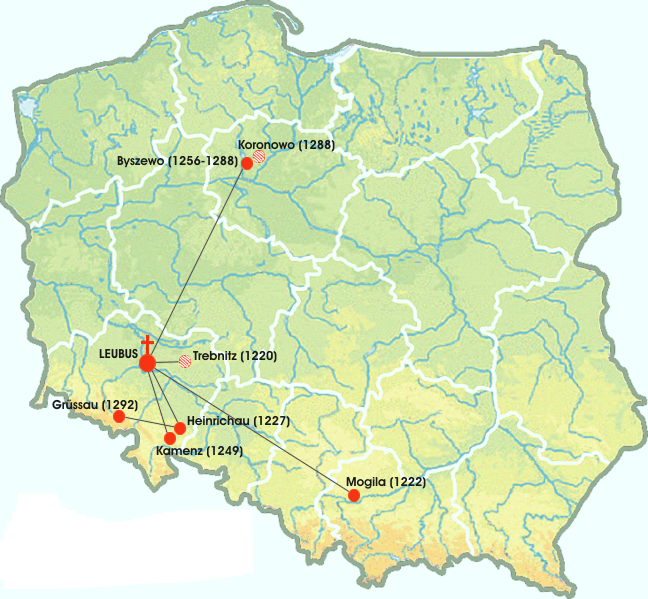
Kaart met dochterkloosters in het huidige Polen, vanuit Klooster Leubus